# Alejo Villegas
Alejo Villegas o bien Alejo de Villegas y nacido como José Alejo de Villegas (Córdoba, 17 de julio de 1783 – Buenos Aires, 4 de enero de 1857) fue un jurisconsulto desde 1814, profesor desde 1816 y burócrata argentino que fuera nombrado como diputado del Congreso de Tucumán por la provincia de Córdoba en 1817 y de esta forma fuera uno de los firmantes de la Constitución Nacional de 1819 de tendencia unitaria. También fue secretario del Congreso General de 1824, entre otros cargos destacados.
Era hermano menor del sargento mayor José Laureano Villegas, padre del capitán Benjamín Villegas Dávila y bisabuelo del doctor Benjamín Villegas Basavilbaso. 

## Biografía

### Origen familiar

El Virreinato del Río de la Plata en 1783 (creado en 1776, luego de ser separado del Virreinato del Perú), adjudicándole las islas luso-africanas Fernando Poo y Annobón desde 1778 hasta 1782, reducciones chaqueñas del Bermejo (hasta 1793), la Intendencia de Puno (hasta 1796), Corregimiento de Arica (hasta 1784), Misiones Orientales (hasta 1801), litoral del Pacífico (hasta 1803, en que volvió al Virreinato del Perú, y desde 1813 - 1826, año que pasó a Bolivia), desierto y Puna de Atacama (ambos hasta 1826), Patagonia oriental (en forma efectiva solo en la costa atlántica desde 1779) e islas Malvinas. La Capitanía General de Chile, era una dependencia autónoma del Virreinato del Perú desde 1733 hasta el 15 de mayo de 1798.

Alejo Villegas había nacido el día 17 de julio de 1783 en la ciudad de Córdoba, dentro de la jurisdicción de la nueva intendencia de Córdoba del Tucumán que formaba parte del Virreinato del Río de la Plata.
Su padre era el hidalgo cántabro-español Manuel Francisco de Villegas (n. Carandia de Piélagos, ca. 1761), un hijo de Fernando Manuel de Villegas y de Clara Muñoz de Terán.
Casimira Ponce de León y Ayora (n. Córdoba, ca. 1761) era su madre que se había casado en la Catedral de Córdoba con Villegas el 11 de junio de 1779, y a su vez, era una hija de Nicolás Ponce de León y de Teresa Ayora, descendientes de vecinos fundadores de Córdoba.
Su hermano primogénito era el sargento mayor José Laureano Villegas que intervino en la reconquista de Buenos Aires durante las Invasiones Inglesas, en las campañas a Montevideo y en la Revolución de Mayo de 1810 y además estuvo en la expedición al Paraguay hasta 1811. Participando en el Ejército del Norte, falleció en la Batalla de Vilcapugio.

### Estudios académicos y profesorado
Cursó sus estudios elementales en el Real Colegio de San Carlos recibiéndose de bachiller en 1800; luego obtuvo el doctorado en teología en 1804 y el de derecho civil en 1806.
Hacia 1808 ejerció como profesor de teología escolástica en la Universidad de Córdoba y desde el 19 de diciembre de 1812, mantuvo una disputa teológica respecto de la Santísima Trinidad —por defender la afirmación de que el Padre es igual al Hijo— con Calixto del Corro quien negaba esa premisa queriendo resucitar de esta manera el arrianismo. Por todo esto, Villegas pidió al claustro que le hiciera retractar o explicara el sentido en que lo negó, ya que la iglesia no lo había condenado, ni aun en el sentido de los Escotistas.
El cabildo cordobés, previa autorización del gobierno central, le facultó en 1814 para que pudiera ejercer la profesión de abogado. Figuró entre los primeros profesores de filosofía, y dictó su cátedra en el Colegio de San Carlos desde el 30 de marzo de 1816 hasta 1818, sucedido por Juan Crisólogo Lafinur en el mismo colegio pero con otro nombre: Colegio de la Unión del Sud.

### Cargos burocráticos
En 1814 fue nombrado secretario del entonces coronel Juan Gregorio Las Heras en la expedición auxiliadora que llevó a Chile el apoyo argentino. Un incidente político cuyo protagonista principal fue José Gervasio Artigas —triunfante en Santa Fe— le obligó a trasladarse a Buenos Aires.

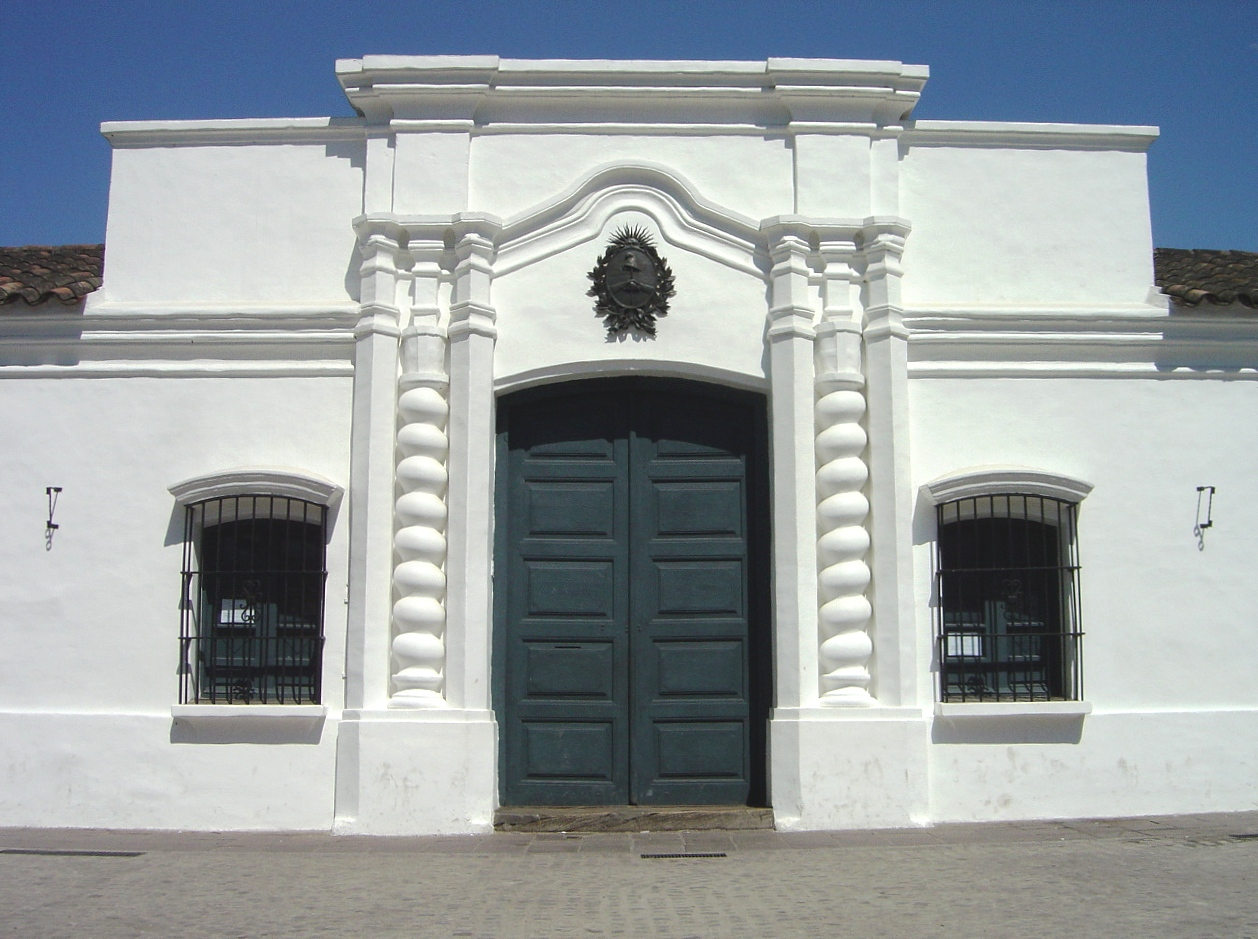
Casa de Tucumán

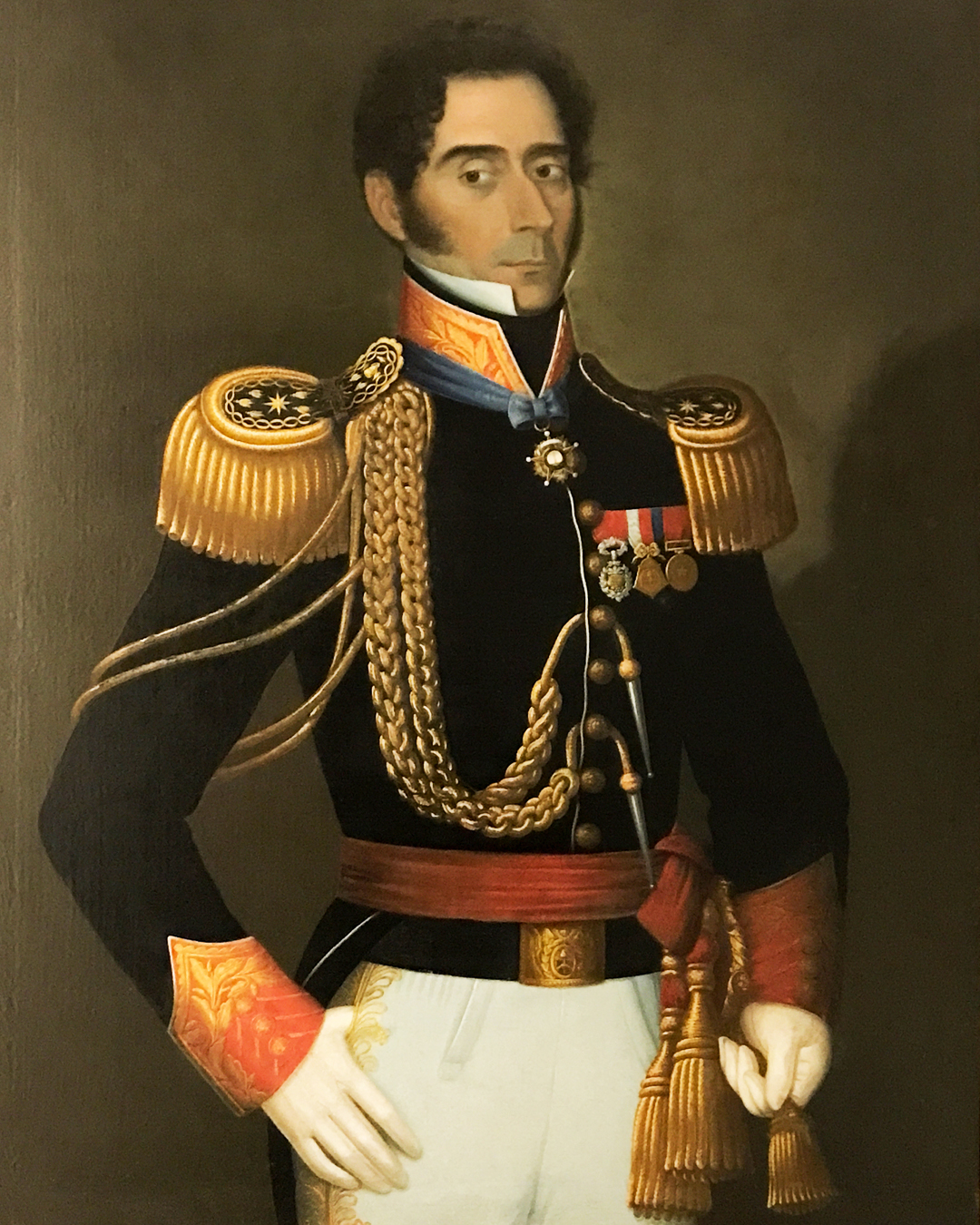
Juan Gregorio Las Heras.

Instalado el Congreso de Tucumán en la ciudad homónima, en 1817 se incorporó al mismo como diputado por la provincia de Córdoba, para colaborar como vicepresidente. Fue uno de los firmantes de la Constitución Nacional de 1819, de carácter Unitario, aceptada por el pueblo bonaerense pero rechazada por las provincias del interior, alegando que no se sentían incluidas en ella.

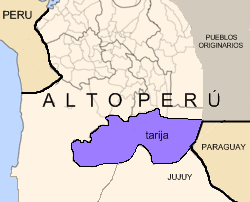
Provincia de Tarija.

Tuvo el honor de ser secretario del Congreso General Constituyente de 1824 y fue uno de los que sancionó la ley que ascendía al rango de nueva provincia argentina a la ciudad de Tarija y su territorio adyacente, el 30 de noviembre de 1826 —y promulgada el 1 de diciembre del mismo año— separándola definitivamente de la provincia de Salta. Esta ley constituyóse una reacción del gobierno argentino y un acto nominal ya que dicho territorio había sido anexionado por parte de las fuerzas bolivianas, con consentimiento de los tarijeños que querían formar parte de la nueva República de Bolivia (antes llamada Alto Perú):

" El Congreso General Constituyente de las Provincias Unidas del Río de la Plata ha acordado y sancionado la siguiente ley.

Art. 1°. Queda elevada al rango de provincia la ciudad de Tarija, y su territorio adyacente.

Art. 2°: Se le declaran todos los derechos y prerogativas que la constitución y las leyes establecen a favor de las provincias.

Lo que de orden del mismo Congreso, se comunica a V. E para su inteligencia y efectos consiguientes.

Sala del Congreso en Buenos Aires, a 30 de noviembre de 1826."

José María Roxas. Presidente.

Alejo Villegas. Secretario.

Exmo. Señor Presidente de la República.

Por ser adicto al régimen unitario que Córdoba no aceptaba y debido a la influencia de los caudillos, renunció a una nueva diputación que se le ofreció.

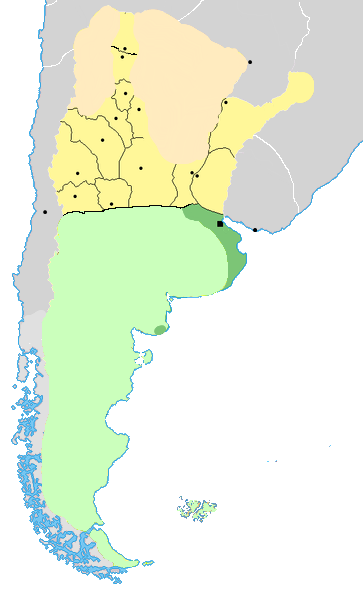
Estado Oriental del Uruguay (el territorio GRIS rioplatense).
Confederación Argentina (en AMARILLO) y en ROSA: zonas reivindicadas por la confederación, como ser Puna de Atacama ocupada por Bolivia, desde 1826 - 1884 y por Chile, desde 1887 - 1899, provincia de Misiones ocupada por Paraguay desde 1841 - 1865 y además, Villa Occidental fundada en 1855 en el Chaco Boreal y ocupada por Argentina desde 1865 - 1879, y por último, la región chaqueña perteneciente a los pueblos originarios guaycurúes.
Estado de Buenos Aires desde 1852 hasta 1861 (en VERDE) y las que deberían serlo: ya que poseía la Comandancia de Patagones en la desembocadura del río Negro, el Fortín Colorado en la del río homónimo, la Fortaleza Protectora Argentina en la bahía Blanca y el Fuerte Independencia en Tandilia, además tuvo el «Fuerte Paz» y su poblado en la desembocadura del río Chubut, desde 1854 hasta 1856, y desde 1859 también la isla Pavón con la desembocadura del río Santa Cruz y por último, la isla de los Estados. En VERDE CLARO: territorios bonaerenses nominales de la Patagonia —del cacique mayor de los tehuelches, el futuro teniente coronel argentino Casimiro Biguá— y las Pampas (ocupada por Buenos Aires rosista, desde 1833 - 1852), y las reclamadas islas Malvinas, desalojadas por fuerzas británicas en 1833 y repobladas por la misma desde 1839 hasta el presente.

### Exilio en el Uruguay
Luego de fracasada la revolución para derrocar a Manuel Dorrego el 1 de enero de 1828, se mudó a la ciudad de Montevideo, capital de la entonces Provincia Oriental y fue en donde prestó señalados servicios a la cultura universitaria. Fue profesor de lógica y metafísica en la Casa de Estudios Generales de esa ciudad en 1836, y de física general en 1837. Fue separado de la cátedra en marzo de 1838, durante el gobierno del general Manuel Oribe, confiándosela a Salvador Ruano.
Pero en diciembre del mismo año, el nuevo presidente Fructuoso Rivera —que derrotó a su antecesor— le repuso en la cátedra, siguiendo al frente de la misma hasta 1841, con una fuerte tradición escolástica, usándose el libro de Étienne Bonnot de Condillac.
Fue uno de los firmantes —junto a eminentes uruguayos— del reglamento orgánico de 1849 para la creación de la Universidad del Uruguay, siendo él mismo un integrante del primer Consejo Universitario y en donde llegó a ser su Presidente. Fue además profesor de derecho civil y canónigo.

### Retorno a la Argentina y fallecimiento
Después de la Batalla de Caseros en 1852 y el exilio de Juan Manuel de Rosas, regresó a Buenos Aires. Al poco tiempo de su arribo se le designó miembro de la Cámara de Justicia. Entendió en la causa de algunos de los servidores del gobierno de Rosas, con la firme prudencia probada en muchas circunstancias. Por un decreto del gobierno del general Justo José de Urquiza del 20 de agosto del mismo año, fue nombrado consultor —juntamente con Marcelo Gamboa— de la comisión encargada al Vélez Sársfield para redactar el Código Civil. Al poco tiempo se produjo la revolución del 11 de septiembre de 1852 por las condiciones políticas impuestas por el general Urquiza, luego de la batalla de Caseros, trayendo como consecuencia la separación del Estado de Buenos Aires de la Confederación Argentina.
Hacia 1856, dio a la estampa un "Calendario instructivo y perpetuo calculado por un nuevo método que con más exactitud astronómica y con más facilidad da los mismos resultados que el Calendario Romano".
El doctor Alejo Villegas Fallecería en la ciudad de Buenos Aires el 4 de enero de 1857.

## Matrimonio y descendencia
El doctor Alejo Villlegas se unió en matrimonio con Luciana Dávila (n. Córdoba, ca. 1795) con quien tuvo seis hijos:
- Severa de Villegas[8] (Córdoba, 6 de noviembre de 1815 - Paysandú, Uruguay, 16 de abril de 1894) se dedicó al estudio de la música y a los idiomas, con apoyo de su familia, dominando cuatro lenguas. Acompañó a sus padres en su exilio a Montevideo en 1831, por lo cual, se codeó con lo mejor de la sociedad uruguaya y en donde conoció al comerciante inglés John Kempsley quien fuera colaborador de Defensa de la ciudad, con quien se casó en 1837 y a quien le daría ocho hijos. En el año 1842 viajó a Europa y a su regreso enviudó en 1850, siendo sus hijos menores de edad pero agraciada con una fortuna que hizo que pudieran vivir con solvencia mientras aminoraban los procesos bélicos. En 1862 volvió a contraer matrimonio con el escribano José R. Cortés y se radicaron en Paysandú adonde presenciaron en 1864 el asedio que sufrió dicho pueblo, pero logró salvar todos sus bienes por la significación de su familia en el bando vencedor. Sus hijos prestaron notorios servicios al Estado Oriental del Uruguay.
- Mónica Villegas[6] (n. e/ septiembre y diciembre de 1816) que estaba de novia con Rufino Varela, un mártir de la batalla de Quebracho Herrado.
- Benjamín Villegas[6] (Buenos Aires, 16 de junio de 1818 - ib., 26 de marzo de 1885) fue un militar y funcionario argentino que actuó del lado unitario en las guerras civiles argentinas, a partir del año 1839, y desde 1862, el presidente Bartolomé Mitre pasaría a asignarle cargos burocráticos.[11]
- Norberto Villegas[6] (n. ca. 1820).
- Luciana Villegas[6] (n. ca. 1822) que se uniría en matrimonio hacia 1845 con Enrique Binden.
- Rosa Villegas[6] (n. ca. 1824).